# Birkalands tingsrätt

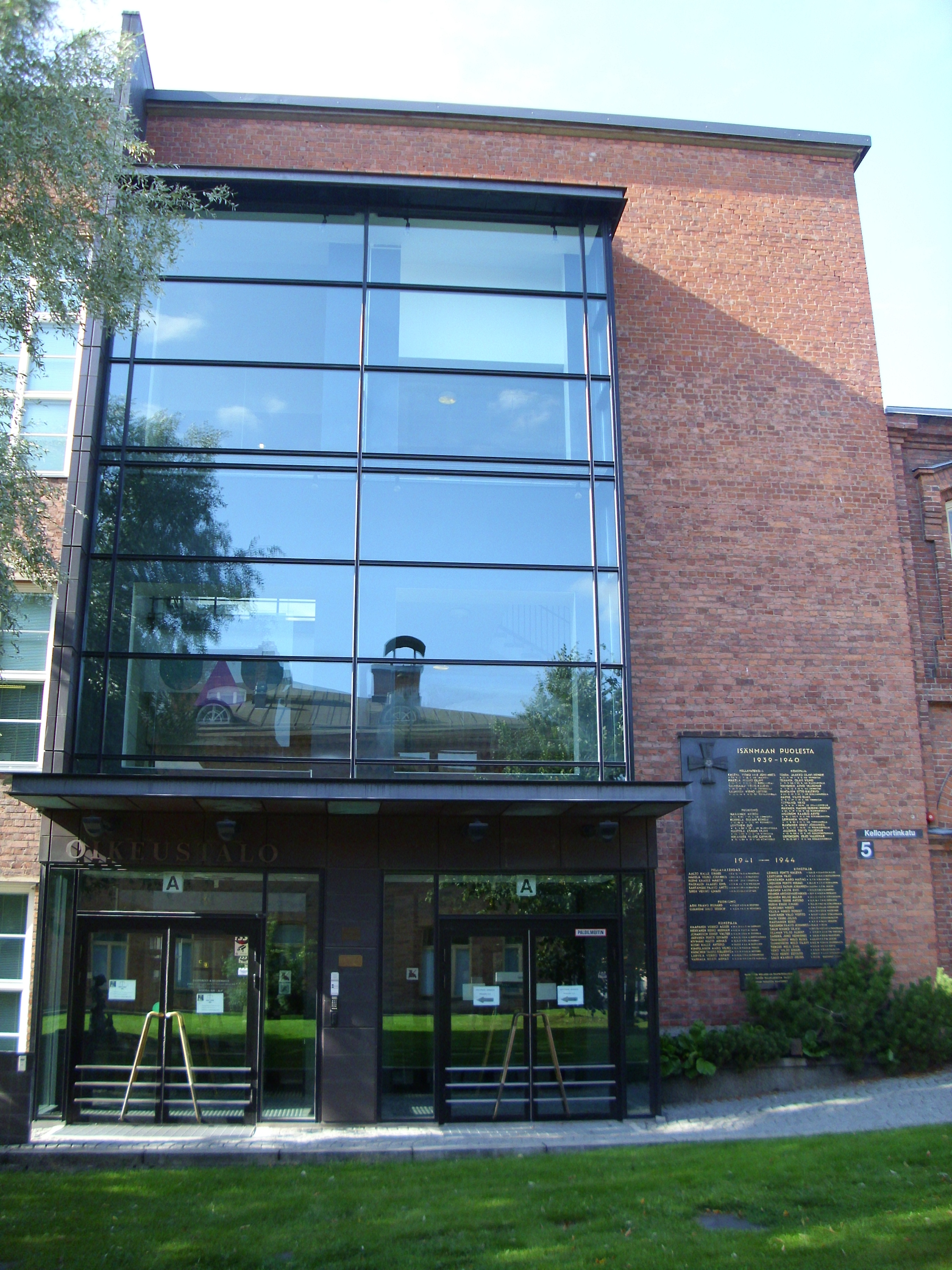
Tammerfors rättshus.

Birkalands tingsrätt (finska: Pirkanmaan käräjäoikeus) är en tingsrätt i landskapet Birkaland i Finland. Tingsrätten ligger under Åbo hovrätt. Birkalands tingsrätt bildades år 2010 i samband med riksomfattande tingsrättsreform. Innan reformen var Tammerfors, Ikalis och Toijala tingsrätter verksamma i landskapet.
Birkalands tingsrätt är den tredje största tingsrätt i Finland efter Helsingfors och Östra Nylands tingsrätter. Birkalands tingsrätts kansli finns i Tammerfors i stadsdelen Tampella.

## Domkrets
Domkretsen för Birkalands tingsrätt omfattar följande kommuner:

- Ackas stad
- Birkala kommun
- Ikalis stad
- Juupajoki kommun
- Kangasala stad
- Kihniö kommun
- Kuhmois kommun
- Lembois kommun
- Mänttä-Filpula stad
- Nokia stad
- Orivesi stad
- Parkano stad
- Pungalaitio kommun
- Pälkäne kommun
- Ruovesi kommun
- Sastamala stad
- Tammerfors stad
- Tavastkyro kommun
- Urdiala kommun
- Valkeakoski stad
- Vesilax kommun
- Virdois stad
- Ylöjärvi stad